# Ciofliceni
Ciofliceni – wieś w Rumunii, w okręgu Ilfov, w gminie Snagov. W 2011 roku liczyła 1223 mieszkańców.